# Chiesa di Sant'Antonio Abate (Rovigo)
La chiesa di Sant'Antonio Abate, popolarmente detta di San Domenico, è una chiesa risalente al XVI secolo sita a Rovigo in via X Luglio, in pieno centro storico. Amministrativamente parte dell'originaria Diocesi di Adria, divenuta in seguito di Adria-Rovigo, è suffraganea della parrocchia dei santi Francesco e Giustina.

## Storia
L'origine della chiesa risale fra il 1505 e il 1516, per iniziativa di Giovanni Marco e Marsilio Casalini, i quali ripristinarono l'Ospedale di S. Antonio Abate, fondato nel 1413, per disposizione testamentaria della loro ava Piacenza e poi distrutto da un incendio. Pur limitando i lavori all'essenziale, all'ospedale in ristrutturazione, venne aggiunta una piccola chiesa, dotata di due altari, uno dedicato a S. Antonio Abate, l'altro ai Santi Lucia, Sebastiano e Rocco e orientata verso sud, così da affacciarsi sulla strada con il fianco. I Casalini, non potendo dedicare sufficiente attenzione all'Ospedale, decisero di offrire l'intero complesso ai Domenicani.

### La cessione ai Domenicani

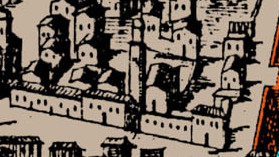
Francesco Zucchi, 1751: sezione della veduta a volo d'uccello di Rovigo dove si vede la zona della chiesa, il campanile e l'attuale via X luglio.

ll Capitolo Provinciale dell'Ordine accettò il dono il 29 aprile del 1542, ma, solo dopo più di un anno incaricava due domenicani di prendere possesso dello stabile per adattarlo a convento. La chiesa fu consacrata il 23 settembre del 1543 e i lavori di sistemazione vennero realizzati nel 1544, con l'aiuto finanziario dei Casalini. In segno di riconoscenza i Domenicani nel 1551 costruirono una cappella a destra dell'altare maggiore e la donarono a Bonaventura Casalini perché la destinasse a sepolcro di famiglia, realizzato l'anno successivo.
Nel 1563 i Delaiti designarono l'altare della Beata Vergine del Rosario come luogo della loro sepoltura, decorato nello stesso anno con una pala offerta dal nobile rodigino Pietro Paolo de' Paoll. Nel 1627 il convento fu ristrutturato e abitato da otto frati; pure la chiesa fu ingrandita, e, tra il 1641 e il 1644, venne abbellita realizzando il coro e una cappella simmetrica a quella del sepolcro dei Casalini, dedicata a S. Antonio Abate.
Nel 1687 fu eretto l'altare di S. Domenico e rifatto l'altare maggiore, mentre quello ligneo di S. Barbara, ormai cadente, fu ricostruito in marmo nel 1707.
Del Settecento è pure l'altare del Santissimo Nome di Gesù o Della Circoncisione su disegno dell'architetto Veneziano Angelo Franceschini, abbellito da una pregevole decorazione scultorea di Antonio Gai (1686-1769).
Sulla porta di ingresso principale venne infine collocato in una nicchia il busto di S. Antonio Abate.

### L'acquisto delle Terziarie Domenicane
I Domenicani lasciarono la città l'8 settembre 1770, dal momento che il convento domenicano di Rovigo rientrava fra quelli che la Repubblica di Venezia aveva deciso di sopprimere. Il Convento venne poi acquistato dalle Terziarie Domenicane costituitesi come famiglia religiosa fin dal 1729. Per la legge napoleonica sulla soppressione degli Ordini Religiosi, convento e chiesa, nel 1810, vennero nuovamente incamerati nel Demanio. Il 29 settembre 1815, sotto il dominio austriaco, finalmente la chiesa fu riaperta al culto, mentre il convento venne adibito a caserma fino al 1857.

### Il restauro del Cattaneo
Al pregevole restauro del 1887, curato dall'architetto R. Cattaneo, fa riferimento la copertura a capriate, mentre è del 1889 la decorazione ad affresco del coro e delle cappelle ai lati dell'altare maggiore, realizzata dal prof. R. Cessi. Nel 1906 furono aperti due finestroni sulla parete orientale.
Nel 1931 divenne la chiesa sede dell'Opera dell'Adorazione Perpetua. Tra il 1941 ed il 1943 l'interno venne rinnovato: l'altare maggiore venne rifatto; gli altari dei Santi Antonio Abate e Liberale adattati a porte delle nuove sacrestie; la statua di Sant'Antonio Abate collocata in una nicchia scavata nella parete nord; il pavimento venne rifatto, mentre le parti rivestite con marmi.
Fondatore dell'Opera dell'Adorazione fu il sacerdote francese S. Pietro Giuliano Eymard, nato nel 1811. A Rovigo la medesima Opera sorse il 25 ottobre 1931 per iniziativa del Rettore Mons. Giovanni Lavezzo, sostenuto dal vescovo Mons. Anselmo Rizzi e coadiuvato dalle sorelle Luisa e Maria Bianchini. Nel 1965 il vescovo Guido M. Mazzocco, mentre era Rettore Mons. Alberino Gabrielli, affidò la custodia e la cura della Chiesa di San Domenico alla famiglia religiosa delle suore Figlie della Chiesa.

### Centro Eucaristico Diocesano
Nel 1995, su proposta del Rettore don Carlo M. Santato, nacque il Centro Eucaristico Diocesano, che rispetto all'Opera dell'Adorazione Perpetua assunse nuove finalità, ispirate al Concilio ecumenico Vaticano II.

## Descrizione

### Esterno

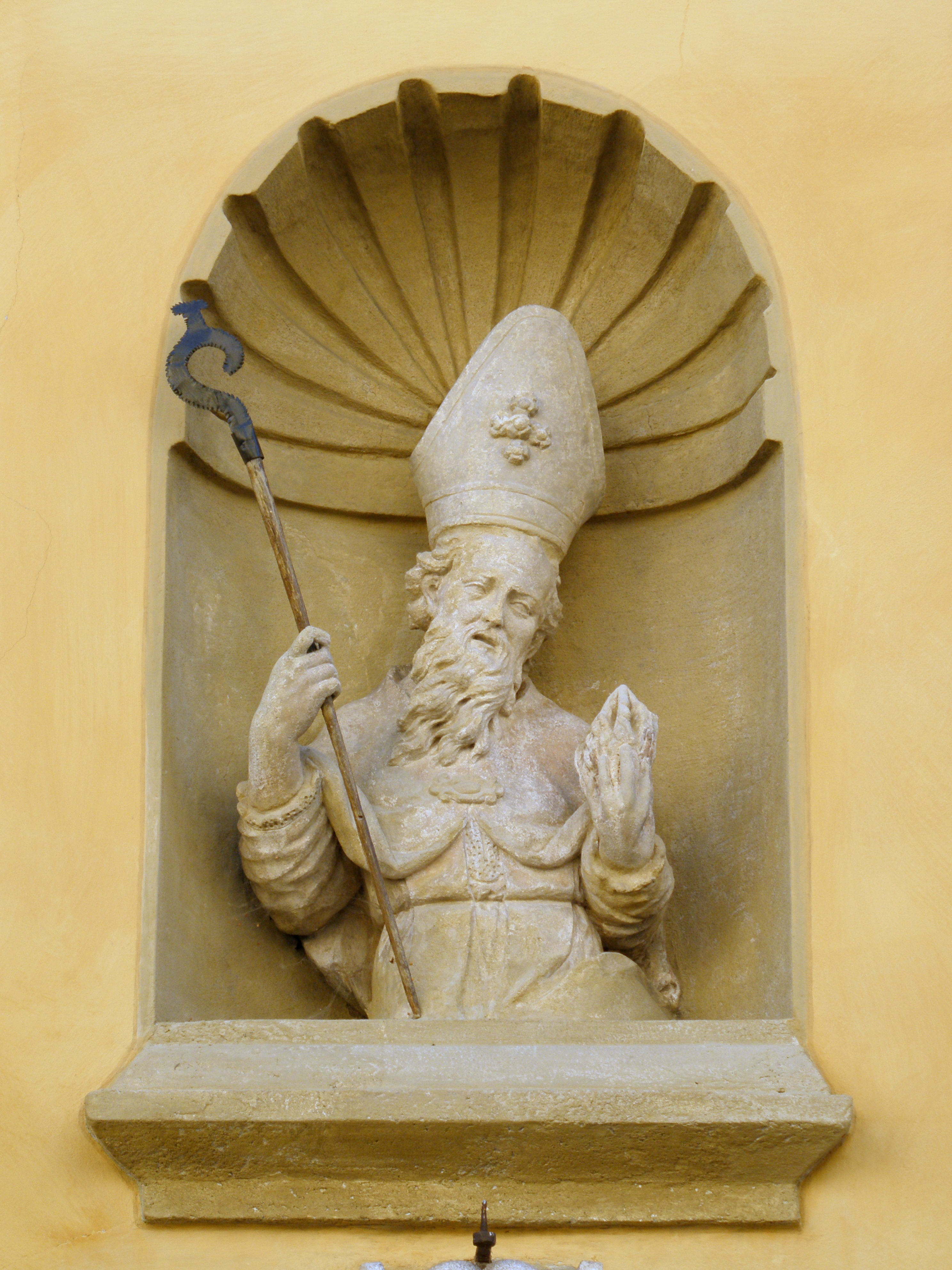
Il busto, attribuito a Bernardo Falconi, raffigurante il santo titolare e posto sopra il portale sinistro dell'edificio.

La struttura, già cappella del dismesso convento domenicano del quale rimangono alcune parti, presenta una pianta a navata unica, caratterizzata dai due portali addossati al lato destro. Dedicata a sant'Antonio abate è sede dell'Opera Diocesana Adorazione Perpetua.
La chiesa ha mantenuto l'impianto originario ad aula rettangolare. È priva della facciata, per cui le porte di accesso si aprono lungo via X Luglio. Sulla porta di sinistra è collocata un busto in pietra raffigurante sant'Antonio Abate, costruito nel XVII secolo, e attribuito a Bernardo Falconi. Sulla statua destra, sopra l'arco, è inserito lo stemma dei Domenicani.  Su un muro interno della Piazza Annonaria e comune alla Chiesa, si è rivelata ad un recente restauro, la presenza di un grande portale di accesso. Gli attuali due ingressi lungo il fianco destro dell'edificio si aprono verso l'interno con bussola.
Del complesso fa parte anche il campanile, integrato nella struttura sul lato sinistro affacciato all'ex chiostro.

### Interno

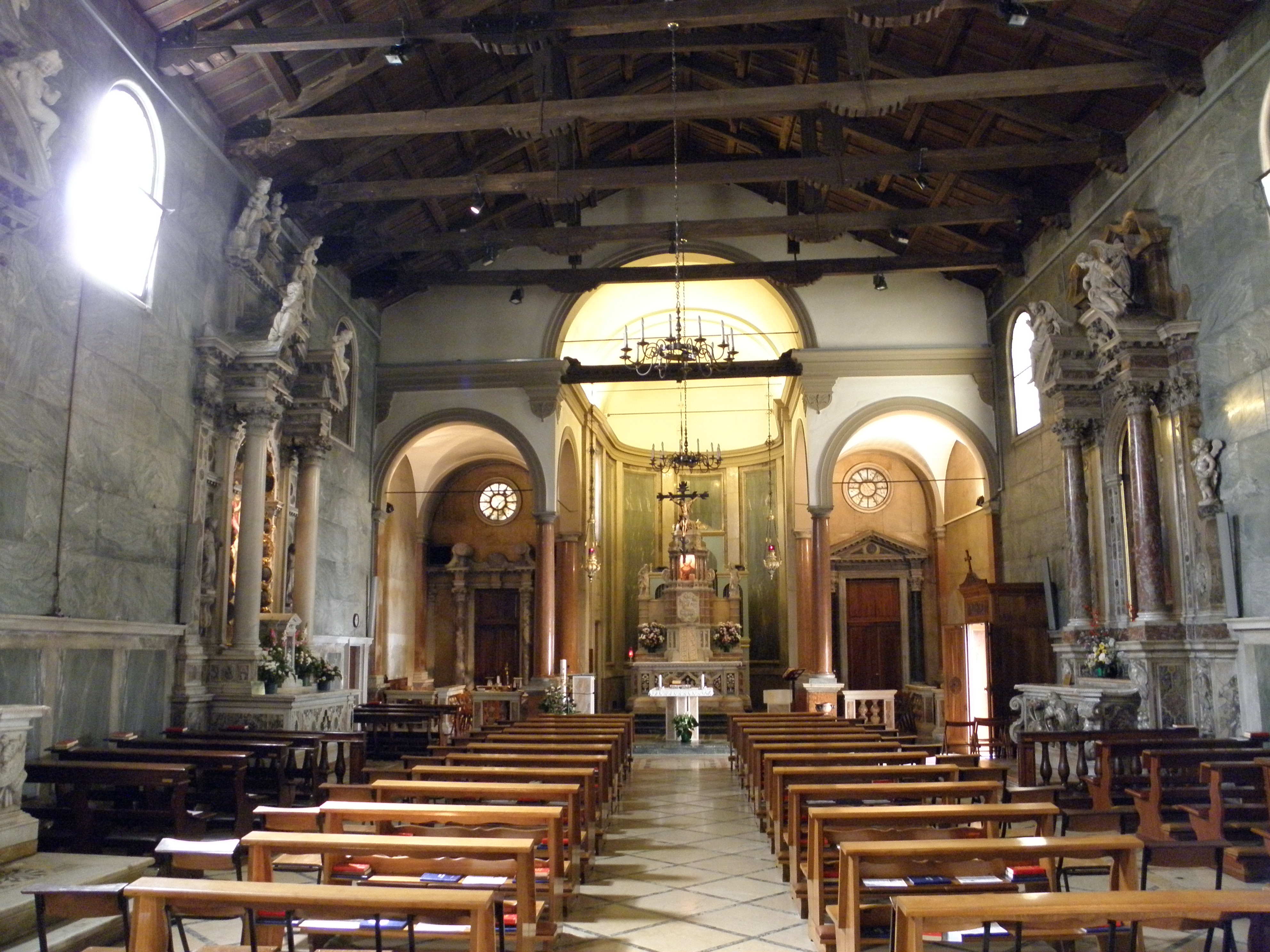
L'interno della chiesa.

Al suo interno sono presenti alcune opere di buona fattura, tra cui la statua di sant'Antonio abate inserita in una nicchia nella controfacciata, una statua di Santa Barbara all'interno dell'altare laterale a lei dedicato, il primo sulla sinistra, e le statuine di San Paolo e San Sebastiano.
Nel 2007 è stato ristrutturato il presbiterio secondo i nuovi Principi e norme della liturgia: altare, sede del celebrante e ambone fissi in pietra naturale. L'altare "sul quale si rende presente nei segni sacramentali il sacrificio della croce" è di forma quadrata e richiama l'ara del sacrificio più che la mensa eucaristica; la sede, che "deve mostrare il compito che il sacerdote ha di presiedere l'assemblea e di guidare la preghiera" e l'ambone fisso, che deve esprimere "l'importanza dell'annuncio della Parola di Dio", sono posti su una base che richiama il sigillo del sepolcro spezzato e quindi la presenza del Risorto che continua a guidare la comunità con la sua Presenza e la sua Parola. Il progetto è dell'architetto Francesco Allodoli.
Il pavimento in marmo è costituito da bianche lastre quadrate, disposte in diagonale e sottolineate da fasce verdi; ne interrompono la continuità dodici lastre tombali, della quale, la più grande, sottolinea l'accesso al presbiterio. Il soffitto a travature lignee è opera di un pregevole intervento curato dall'architetto Raffaele Cattaneo nel 1887. Un rosone collocato nella contro facciata sovrasta la nicchia che ospita la statua di S. Antonio Abate in pietra bianca, opera di Bernardo Falcone realizzata nel XVII secolo. Sulla parete a lato dell'altare maggiore è murata la lapide che ricorda il testamento di Piacenza Casalini, la ristrutturazione dell'Ospedale del 1543 e gli impegni di suffragio dei Domenicani nei confronti dei Casalini.

#### Altare maggiore
Venne rifatto nel 1943, adattandovi il preesistente ciborio che culmina con la statuetta del Cristo Risorto di Giovanni Fasolato. Le statue laterali di san Paolo e san Sebastiano, attribuite allo scultore svizzero, Bernardo Falcone, provengono dal demolito altare di S. Antonio Abate.

#### Altare del ss.mo nome di Gesù o della Circoncisione
Secondo il Bartoli l'altare venne realizzato attorno al 1753 su disegno dell'architetto Angelo Franceschini. La pregevole decorazione scultorea è da attribuire allo scultore veneziano Antonio Gai, mentre la pala che raffigura la Circoncisione di Gesù, risalente al XVIII secolo, è del pittore muranese Giovanni Segala.

#### Altare della Beata Vergine del Rosario
Nel XVI secolo i fratelli Delaiti ricavarono la loro sepoltura ai piedi dell'altare della Beata Vergine del Rosario, che, secondo il Bartoli, è da attribuire a Giulio Mauro per il disegno e le statuette di San Domenico e Santa Caterina da Siena, mentre per Vittorio Sgarbi le sculture risalgono ad un secolo dopo. La pala raffigura la Madonna col Bambino circondata dai committenti, donata nel 1563 da Pietro Paolo de Paoli. I quindici ovali con i Misteri del Rosario sono opera del lendinarese Antonio da Corle. ll tabernacolo è invece opera moderna. Le statue dei Santi Domenico e Caterina da Siena in pietra, scolpita nell'ambito dei Bonazza, secondo Vittorio Sgarbi, risalgono al XVIII secolo e sono collocate a sinistra e a destra dell'altare della B. V. del Rosario.

### L'altare di San Domenico
Fu costruito nel 1687 grazie a un lascito di don Pietro Morosini rettore della frazione di Rovigo, Concadirame. La pala, che rappresenta S. Domenico e i maggiori Santi Domenicani, firmata dal dalmata Sebastiano De Vita, e datata 1770.

### L'altare di Santa Barbara

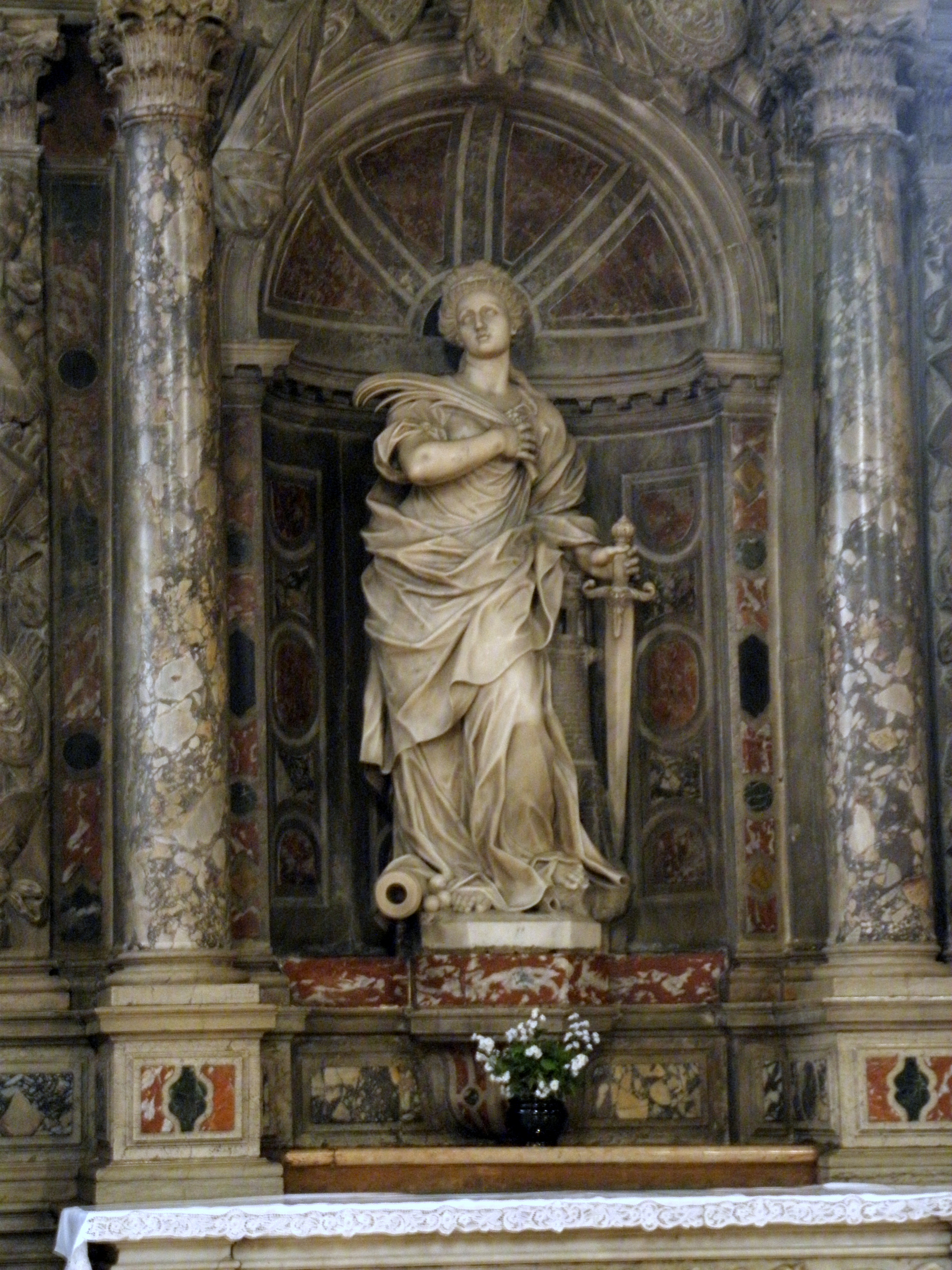
La statua di Santa Barbara opera attribuita a Pietro Baratta.

Nel 1700 il podestà, Andrea Memmo, fece ricostruire in marmo l'altare ligneo di Santa Barbara, eretto per iniziativa della Scuola dei Bombardieri. Il Bartoli assegna la realizzazione, nel XVII secolo, di gusto tipicamente barocco, sia dell'altare che della bella statua allo scultore carrarese Pietro Baratta.

### Organo a canne
All'interno della chiesa, in zona absidale, è collocato uno strumento costruito nel 1906 dalla ditta Domenico Malvestio e figlio posto in una elegante cassa aperta. 
Tale strumento possiede due tastiere di 56 note (Do1-Sol56) e una pedaliera retta di 27 note (Do1-Re27); il prospetto si compone di 23 canne in stagno suddivise in 3 campate e conta un totale di 690 canne.
La trasmissione è meccanica per le tastiere e la pedaliera, mentre le combinazioni fisse al di sotto del primo manuale possiedono un meccanismo pneumatico; i registri sono comandati da pomelli posti sopra le tastiere.